# آندره مکین
آندره مکین (به فرانسه: Andreï Makine) نویسنده فرانسوی روسی تبار و برنده جایزه گنکور ۱۹۹۵ است.

## زندگی
آندره مکین در سال ۱۹۵۷ در کرانسویارسک سیبری زاده می‌شود اولین قصه‌های دوران کودکیش را از جد مادری‌اش به زبان فرانسه می‌شنود و همین امر بی‌گمان باعث دلبستگی و شیفتگی فراوان او به زندگی در فرانسه می‌گردد. در بدو ورود به فرانسه در سال ۱۹۸۷ کتابهای «دختر یک قهرمان اتحاد جماهیر شوروی» و «اعترافات یک پرچمدار شکست خورده» را برای مؤسسات انتشاراتی فرانسوی فرستاد و هر بار بدون اینکه خوانده شوند به او برگردانده شدند
مکین در ابتدا تصمیم گرفت آثارش را با نام‌های مستعار مختلف و به عنوان ادبیات ترجمه شده روسی به فرانسه برای ناشران بفرستد او حتی مجبور شد «اعترافات یک پرچمدار شکست خورده» را به زبان روسی شکسته بسته‌ای نوشته و نسخه اصلی را با نام مترجمی که وجود خارجی نداشت و نام فامیل مادربزرگ مکین را یدک می‌کشید ارائه دهد و تنها بدین ترتیب بود که اولین کتابش به چاپ رسید. مکین با کتاب «به یاد رودخانه عشق» از گمنامی خارج شد و بالاخره کتاب «وصیت‌نامه فرانسوی» بود که برای این نویسنده روس که به خود لقب «نویسنده منحوس» داده‌است جایزه گنکور و جایزه مدیسی را به ارمغان آورد.

## آثار

### ویژگی
مؤلفه‌های عمده آثار مکین را به‌طور کلی می‌توان تجربه هول‌انگیز و شخصی او از دوران تلخ استالینیسم و تبعات وحشتناک آن در کلیت اجزای فرهنگی و سیاسی کشور روسیه دانست و این نکته بیشتر از آن جهت حائز اهمیت است که آندره مکین در غالب آثار خود توانسته این تجربه تلخ شخصی را با جادوی ادبیات و رمان، همه‌گیر و عمومی‌کند.
آندره مکین زبان فرانسه را بسیار ماهرانه بکار می‌گیرد و همین توانایی آثار او را نسبت به سایر نویسندگان هم دورة خود ویژه و متمایز می‌کند. او در آخرین کتابش با عنوان «جرم الگا آربلینا» داستانی رسواکننده که می‌تواند سوژه‌ای یک رمان پلیسی باشد را شرح می‌دهد و با استفاده از زبانی به‌غایت شاعرانه خواننده را وادار می‌کند هنوز به رؤیا باور داشته باشد.
در برخورد اول با آثار و نوشته‌های مکین و با نگاهی اجمالی به رمانهایی که در طی دورة پانزده سال اقامت خود در فرانسه خلق کرده‌است با نویسنده‌ای مواجه می‌شویم که همان‌گونه که در بیان خود و در استفاده از زبان دوگانه‌است، در اندیشه و درونمایه داستانهای خود نیز با این دوگانگی دست و پنجه نرم می‌کند.
در زبان دوگانه‌است، زیرا فرانسه‌اش سرشار از تصاویر فرهنگ اسلاو می‌باشد، تصاویری که از دوران کودکی در ذهن انباشته‌است، اما از سوی دیگر ظرافتهای زبان فرانسه را نیز به زیبایی به کار می‌برد و در بیانش روح این زبان جاری می‌باشد.

### در مورد آثار
آندره مکین اولین کتاب خود را با عنوان «دختر یک قهرمان اتحاد جماهیر شوروی» به مثابه خونی که از زخمی تازه بیرون می‌زند از تصاویر هولناک خون و از توپ و تانک انباشته می‌سازد اما چندی بعد همین که درد کمی آرام گرفت و همین که توانست با عمق و فاصله بیشتری به فجایع و دردهای پشت سرش نظر کنددر کتاب دومش «اعترافات یک پرچمدار شکست خورده» از نوشتن این کتاب ابراز پشیمانی کرد و گفت اگر قرار بود دوباره این رمان را از نو می‌نوشتم حتماً گونه‌ای دیگر از آب درمی‌آمد.
در برخورد با آثار آندره مکین به نظر می‌آید او نیز مانند بسیاری از نویسندگان مهاجر که از کشورهای خود گریخته یا بیرون رانده شده‌اند با نوشتن درد خود را درمان می‌کند او می‌نویسد و با هر کلام خود را از زنجیرهایی که او را به بند کشیده‌اند رها می‌سازد.
در کتاب (اعترافات یک پرچمدار شکست خورده) مکین باز هم به همان «دوگانگی در بیان و اندیشه» ادامه می‌دهد شخصیت اصلی داستان او در دورانِ جنگ سرد نوجوانی است و در اردوهایی جوانان کمونیست نیز شرکت می‌کند و در آنجا شاهد اتفاقات ناگواری است که باعث از دست دادن اعتماد و اعتقادش به حزب می‌شود اما همین نوجوان چند سال بعد باز هم به دانشکده افسری می‌رود تا این بار به شکلی دیگر در رده مدافعین منافع حاکمیت در قدرت درآید.
در کتاب (موسیقی یک زندگی) شخصیت ا صلی داستان «الکسی برگ» جوانی روشنفکر و نوازنده زبردست پیانو است و از قرار معلوم می‌باید به زودی با دختری که دوستش می‌دارد ازدواج کند چند روزی بیشتر تا زمان اولین کنسرت رسمی‌اش باقی نمانده ولی بازی روزگار سرنوشت دیگری برای او رقم می‌زند.
خانواده‌اش گرفتار تصفیه‌های استالینی می‌شوند. پدر و مادرش توسط پلیس دستگیر و خودش هم تحت تعقیب قرار می‌گیرد. موسیقی یک زندگی بی‌گمان شرح استحاله و مسخ انسانی مستعد و هنرمندی خلاق است که در شرایط نامطلوب و خفقان سیاسی گرفتار آمده، در تمامی آثار مکین به طرز حیرت‌انگیزی قلب تاریخ روسیه می‌تپد. او در تمامی آثار نسبتاً کم‌حجم خود تصاویر حیرت‌انگیزی از هول و هراس دیکتاتوری و عشق و نفرت توامان به زندگی را ترسیم می‌کند به گونه‌ای که خوانندگان آثارش پس از پایان هر یک از داستانهای او احساس می‌کنند یک دوره تاریخ روسیه را مرور کرده‌اند که این خود نشانگر قدرت قلم و توان بالای آفرینش ادبی مکین است به قول پل استر نویسنده معاصر آمریکایی: «قوت قلم مکین به حق نبوغ پدیداری در جامعه ادبی معاصر فرانسه‌است»
مکین نویسنده مهاجری است که به گفته خود در روسیه (زادگاهش) خود را غریبه می‌دانست و در وطن دومش (فرانسه) احساس رضایت می‌کند چرا که فرانسوی‌ها برای نویسندگان مهاجر و دورگه خصوصاً اگر از نژاد «اسلاو» باشند مهمان‌نوازانی بی‌بدیل هستند.
کتاب معتبر (وصیت‌نامه فرانسوی) که توجه بسیاری از اهل ادب را در فرانسه به خود جلب کرد موقعیت مکین را به طرز حیرت‌انگیزی در جامعه ادبی فرانسه تحکیم کرد او در این کتاب از جد مادریش که در پاریس زندگی می‌کرد سخن می‌گوید و همه عشق و ارادت خود را به فرهنگ این سرزمین (فرانسه) ابراز می‌دارد آکادمی فرانسه نیز با اعطای تابعیت فرانسوی و شناخت او به عنوان یک نویسنده فرانسوی از مکین قدردانی می‌کند.
«زنی که منتظر بود» از این نویسنده در سال ۲۰۰۴ به چاپ رسید. مکین در این کتاب مفاهیم انتظار، عشق، و فداکاری را با دقت فراوان و نگاه یک روانشناس خبره مورد تحلیل و واکاوی قرار می‌دهد.
باز هم در دوران دیکتاتوری کمونیستی در شوروی سابق پژوهشگر جوانی برای جمع‌آوری اطلاعات فولکلوریک عازم ناحیه (آرفانجلسک) در شمال روسیه می‌گردد. راوی در ابتدا تنها قصد دارد چند روز در این ناحیه سر کند اما با دیدن زنی بنام «ورا» شرایط متفاوتی برایش رقم می‌خورد.
ورا زنی که سی سال است انتظار بازگشت مردی را می‌کشد که در جوانی و به هنگام جنگ دوم جهانی از ورا پیمان وفاداری گرفته و قول داده که بزودی از جبهه‌های جنگ برمی‌گردد و با او ازدواج می‌کند؛ و این انتظار پس از سی سال هنوز ادامه دارد!
داستان زنی که منتظر بود در حقیقت کنجکاوی لحظه به لحظه‌ای است که راوی جوان در زندگی شخصی ورا انجام می‌دهد تا از رازهای این عشق و انتظار عجیب سردر بیاورد. راوی داستان لحظه‌ای ورا را به حال خود رها نمی‌کند و این پایداری و سماجت در کشف رازهای این زن کم‌کم رشته صمیمیت و الفتی میان آن دو به وجود می‌آورد که در نهایت با جدایی آن دو از هم به پایان می‌رسد. مکین نویسنده‌ای است که به شهادت آثارش نسبت به عشق و روابط عاشقانه بین زن و مرد بسیار بدبین است و فرجام عشق را در آثار این نویسنده جدایی و فراق است که رقم می‌زند. شاید بتوان علت بدبینی او را تجربه‌های تلخ سیاسی‌اش دانست
به هر صورت او هم‌اکنون در منزل کوچکش در محله زیبای مون مارتر پاریس زندگی می‌کند و ظاهراً هیچ چیز هم ذهن این نویسنده پرکار را مغشوش نمی‌سازد

### به فارسی
چهار کتاب از آندره مکین نویسنده روسی‌تبار فرانسوی و برنده جوایز گنگور ومدیسی به فارسی ترجمه و به چاپ رسیده‌است. اعترافات یک پرچمدار شکست خورده (۱۳۷۸) موسیقی یک زندگی (۱۳۸۱)، وصیت‌نامه فرانسوی (۱۳۸۳)، رمان زنی که منتظر بود (۱۳۸۴) از این نویسنده ترجمه و به چاپ رسیده که ترجمه سه اثر آخر از ساسان تیسمی است.

### آثار
- دختر یک قهرمان اتحاد جماهیر شوروی (۱۹۹۰)
- اعترافات یک پرچمدار شکست خورده (۱۹۹۲)
- وصیت‌نامه فرانسوی (۱۹۹۵)
- جرم الگا آربلینا (۱۹۹۸)
- موسیقی یک زندگی (۲۰۰۱)
- زنی که منتظر بود (۲۰۰۴)
- عشق انسانی (۲۰۰۶)